# Mendoza (provinca)
'Mendoza, uradno provinca Mendoza, je provinca Argentine v zahodnem osrednjem delu države v geografski regiji Cuyo. Na severu meji na provinco  San Juan, na jugu na provinci La Pampo in Neuquén, na vzhodu na provinco  San Luis in na zahodu republiko Čile; mednarodno mejo zaznamuje pogorje Andi. Njeno glavno mesto je istoimensko mesto Mendoza.
S površino 148.827 km² je sedma največja provinca Argentine s 5,35 % celotne površine države. Leta 2010 je v njej živelo 1.741.610 prebivalcev, kar pomeni, da je četrta najbolj naseljena provinca države ali 4,35 % celotnega nacionalnega prebivalstva.

## Zgodovina

### Predkolumbovsko obdobje
Arheološke študije so ugotovile, da prvi prebivalci na tem območju izvirajo iz holocena, vendar je malo ljudi, ki bi poznali svoje izvor. Najstarejša kraja človeške naselitve v provinci Mendoza, Agua de la Cueva in Gruta del Indio, sta stara 12.000–13.000 let. V porečjih reke Atuel je leta 300 pred našim štetjem živela skupina ljudi, ki je živela od lova in gojenja koruze, buč in fižola. V teh dolinah se je pojavila kultura Agrelo, prednica Huarpesov. Nanje je kasneje v 15. stoletju močno vplival Inkovski imperij. Ustno izročilo določa prihod Inca Túpac Yupanqui v Coquimbo leta 1470.
Puelči in druge skupine so dobile močan vpliv Mapučev.

### Španska kolonija (1550-1810)
Prvi španski osvajalci so prišli okoli leta 1550 iz podkraljestva Peru. Leta 1561 je Mendozo ustanovil konkvistador Pedro del Castillo. Do ustanovitve podkraljevstva Río de la Plata leta 1776 je območje današnje province Mendoza pripadalo čilski generalni kapetaniji.

### Neodvisnost
Z ustanovitvijo podkraljevstva Río de la Plata je njenih 30.000 prebivalcev postalo del okrožja Cuyo de Córdoba del Tucumán, vendar je bila leta 1813 namera ločena in ustanovljena provinca Cuyo, José de San Martín pa je bil njen prvi guverner. Mendoza je dobila pomembno podporo, ko je svojo vojsko leta 1817 preko Andov vodil od Plumerilla v kampanji za konec španske vladavine v Čilu.

### 19. stoletje
Provinca Cuyo je bila na koncu razdeljena leta 1820, Mendoza pa se je ločila od provinc San Luis in San Juan.
Potres leta 1861 je skoraj uničil mesto Mendozo, ki jo je bilo treba skoraj v celoti obnoviti. Leta 1885 so bile v provinco zgrajene železnice, ki so omogočale enostaven prevoz regijskih vin do trgovskega središča države Buenos Aires.
Po razvoju vinske industrije v provinci okoli leta 1900 je Mendoza začela hitro rasti in privabljala več deset tisoč evropskih priseljencev, zlasti Špancev. Leta 1939 je bila v provinci ustanovljena Nacionalna univerza Cuyo, ena najpomembnejših univerz v državi.

### 20. stoletje
Delno kot odziv na populistično politiko predsednika Juana Peróna, med katero so nekateri močno obdavčili kmetijstvo za financiranje urbanega razvoja in javnih del, so lastniki zemljišč v Mendozi ustanovili konservativno Demokratsko stranko, ki je leta 1958 zagotovila mesto viceguvernerja. Demokrati so postali ovira naprednemu guvernerju Ernestu Ueltschiju, zavezniku predsednika Artura Frondizija. Z večino v obeh hišah so do leta 1961 odstavili guvernerja Ueltschija in namesto njega imenovali viceguvernerja demokrata Francisca Gabriellija. Guverner Gabrielli je bil sam izvoljen za guvernerja leta 1963 in je bil odstavljen po državnem udaru junija 1966 proti predsedniku Arturu Illii; a kljub temu, da je imel konservativne sposobnosti, ga je isti vojaški režim leta 1970 dejansko imenoval za guvernerja.
V nasprotju s pragmatizmom, ki je odlikoval njegov mandat v letih 1963–66, je Gabrielli vladal trdo, zamrznil državne plače in odredil večje povišanje komunalnih davkov, uporabil policijo v Mendozi za zatiranje drugačnega mnenja in prevzel zunanjepolitične posebne pravice, kot je sodelovanje s čilskimi saboterji. novega marksističnega predsednika njihove države Salvadorja Allendeja. Ti dogodki so se razvili aprila 1972, ko so siloviti protesti prisilili novega nepriljubljenega Gabriellija, da odstopi.
Po vrnitvi k demokraciji marca 1973 so se volivci Mendoze obrnili na levo usmerjenega peronista Alberta Martíneza Baco. Ker je Martínez Baca hitro izvedel potrebne delovne in kmetijske reforme, je naredil napako, ko je imenoval podružnice skrajno levega gibanja Montoneros, organizacije, katere oboroženo krilo je od leta 1970 izvajalo vrsto nasilnih kaznivih dejanj (in bi jih še naprej). Zaradi te poteze sicer pragmatičnega Martíneza Bace ga je predsednik Perón junija 1974 odstavil.
Po teh dveh razočaranjih so volivci Mendoze od vrnitve Argentine k demokraciji leta 1983 izvolili centristično Radikalno civilno zvezo in populistične pravosodne stranke. Čeprav je Mendoza od takrat na splošno napredovala, se je njena kritična vinska industrija po razpadu državnega vinogradnika Bodega GIOL leta 1983 pustila razburjati, katerega prejemniki iz obdobja diktature so vodili vinski konglomerat (takrat največji na svetu zunaj Evrope) in nabrali več kot 6 milijard ameriških dolarjev dolga; GIOL je bil zaprt leta 1991.
Izvoljen leta 2003, je guverner Radikalne civilne zveze Julio Cobos poudaril to neodvisno počutje tako, da se je razšel z mnogimi v svoji stranki in podprl politiko novoizvoljenega peronističnega predsednika Néstorja Kirchnerja leta 2004. Zaradi nasprotovanja svoje stranke je Julio Cobos sprejel mesto kandidatke za prvo damo Cristino Fernández de Kirchner iz vladajoče Fronte za zmago na predsedniških volitvah oktobra 2007. Fernándezova in Cobos sta zmagala v prvem krogu, Cobos pa je postal podpredsednik Argentine; na položaju guvernerja ga je zamenjal prokirchnerjevski kandidat za pravosodje Celso Jaque. Pokrajino v argentinskem senatu zastopajo trije senatorji. Mendozo v argentinski poslanski zbornici zastopa 10 poslancev.
Podpredsednik Cobos je 16. julija 2008 osupnil opazovalce z oddajo neodločenih glasov proti predsedniškemu sponzoriranemu ukrepu v senatu, ki bi zvišal izvozne davke na vrsto kmetijskih dobrin. Njegova frakcija UCR je na vmesnih volitvah v Mendozi leta 2009 dosegla pomembno zmago.

## Geografija
Geografija province se s vrha  Aconcague s 6960,8 metra spušča do polravnih območij na vzhodu. Niz vzdolžnih dolin, kot je Uspallata, ločuje Ande od nižjih gora Precordillera. Na vzhodu ravnico Cuyean prečkajo pritoki reke Desaguadero. Druge pomembne reke so reka Mendoza, reka Tunuyán, reka Diamante in reka Atuel.
Podnebje je celinsko, sončno in suho na celotnem ozemlju province, s toplimi poletji in razmeroma hladnimi zimami. Zaradi sušnih tal zaradi redkih padavin in velike temperaturne razlike med dnevom in nočjo rastejo predvsem kserofiti in malo dreves. Letne padavine znašajo med 150 in 350 mm, toča pa je pomemben in nenavaden problem v regionalnem vinogradništvu. Obstajajo plodna zemljišča, ki obdajajo porečja številnih rek, izvirajočih v ledenikih Cordillere.
V nižinah so zelo vroča poletja (podnevi od 30 ° C do 33 ° C) s toplimi nočmi na severu (18 ° C) in hladnejšimi večeri na jugu ( 15 ° C). Padavin so predvsem zelo redke, pogosto pa kot močne nevihte, ki prinašajo točo in močan veter. Jesen je prijetna in suha, zime pa hladne, dnevne temperature najvišje okoli 14 ° C in nočne najnižje 2 ° C. Ko veter Zonde piha navzdol iz Andov, se lahko temperature povzpnejo na 30 ° C; vendar lahko vetrovi Pampero ohranjajo dnevne temperature pod 5 ° C in lahko zabeležijo nočne najnižje temperature -8 ° C. Sneg je na severu neobičajen, na jugu pa občasen.
Območje okoli Malarguea leži na višji nadmorski višini (1400 metrov), zato je vreme bistveno hladnejše: poletja podnevi v povprečju 28 ° C, ponoči pa le 11 ° C, zime pa od 10 ° C do -2 ° C. Tu so padavine nekoliko večje (350 mm), zima je bolj nevihtna kot poleti, julija pade 45 mm. Sneg je veliko bolj pogost in vsako leto pade večkrat: včasih je lahko močan.
Prva pobočja Andov so suha in sončna; vendar se padavine povečujejo, ko se približujemo meji s Čilom, zlasti proti jugu, kjer nekatera območja prejmejo več kot 600 mm, padajo izključno pozimi in večinoma kot sneg. Nadmorske višine nad 2600 m na severu in nad 2000 m na skrajnem jugu imajo po navadi dovolj snežne odeje. Poletni dnevi so lahko topli in sončni, vendar so noči vedno hladne, zimske temperature pa so po navadi zmerne, saj se dolgi odseki sončnega (a zelo vetrovnega) vremena izmenjujejo z zelo intenzivnimi snežnimi nevihtami, kjer se lahko nabere več metrov snega, kar zagotavlja odlično smučanje v letoviščih, kot so Las Lenas, Penitentes in Vallecitos. Gore pogosto presežejo 5000 metrov, Aconcagua pa doseže 6959 metrov: na teh višinah je podnebje izredno hladno in vetrovno skozi celo leto, s temperaturami do -40 ° C.
Na pokrajino vplivajo različne fronte vetra, predvsem veter Zonda, pa tudi blagi Pampero, topla Viento Norte in pozimi zelo redka Sudestada z jugovzhoda. Slednji veter večinoma prizadene pampe.

## Gospodarstvo
Poleg svetovno znanega vinogradništva (s 70 % od 1,5 milijarde litrov argentinske proizvodnje vina), je gospodarstvo Mendoze (peto največje v Argentini) precej raznoliko. Njegova proizvodnja v letu 2013 je bila ocenjena na 18,8 milijarde ameriških dolarjev ali 10.758 ameriških dolarjev na prebivalca pod nacionalnim povprečjem, na ravni, podobni Turčiji in nad Mehiko. Zagotovo kmetijstvo (čeprav 7 % celotnega gospodarstva) že dolgo predstavlja velik del deviznih prihodkov Mendoze (sledi ji je turizem, predvsem iz Čila). Poleg vina so druge pomembne poljščine (predvsem za argentinski trg) jabolka, hruške, paradižnik, čebula, slive, oljke, češnje, breskve in kutine. Čebelarstvo s 30.000 čebelnjaki je še ena naraščajoča dejavnost, ki jo podpira suho vreme Mendoze.
Rudarstvo je pomembno za gospodarstvo Mendoze in je v zadnjih letih močno naraslo, leta 2005 je predstavljalo 22 % proizvodnje (skoraj petkratnik državnega povprečja). Štirinajst odstotkov državnih zalog nafte je v Mendozi, kjer domuje tudi obsežno pridobivanje apna in urana. Predelovalne dejavnosti že dolgo prispevajo k blaginji province in še vedno predstavljajo 16 % gospodarstva. Glavne panoge Mendoze so proizvodnja vina z 1200 kletmi, ki so v letu 2005 proizvedle 1,1 milijarde litrov, sledijo sadje v pločevinkah, velika rafinerija nafte (v Luján de Cuyo), cement in druge.
Storitveni sektor v Mendozi je nekoliko manj razvit in raznolik od državnega povprečja. Turizem, ki je že dolgo aktiven v slikoviti provinci, je od razvrednotenja argentinskega pesosa leta 2002 postal eden najpomembnejših virov dohodka z okoli 700.000 obiskovalci na leto. Glavne znamenitosti so smučarski center Las Leñas, gora Aconcagua in pokrajinski parki kanjona Atuel, Puente del Inca in drugi. Z nedavnim razvojem v argentinski proizvodnji vina je zelo priljubljen tudi enoturizem, v katerem se po vsej provinci pojavljajo številni hoteli, usmerjeni v vinski turizem. Vinske kleti ob vinski poti na koncu ponujajo brezplačne oglede prostorov z degustacijami vin ob zaključku ture. V vinorodni regiji Fiesta de la Vendimia (praznik trgatve) sprejme številne obiskovalce konec februarja ali v začetku marca. Kip Kristusa Odrešenika iz Andov na prelazu La Cumbre (3832 m) v Andih na čilski meji je cilj številnih izletnikov.